# Clasificación de trastornos mentales
La clasificación de los trastornos mentales, también conocida como la nosología psiquiátrica o taxonomía psiquiátrica, es un aspecto clave de la psiquiatría y otras profesiones relacionadas con la salud mental y un tema importante para las personas propensas a ser diagnosticadas. Actualmente hay dos sistemas ampliamente establecidos para la clasificación de los trastornos mentales, Capítulo V de la Clasificación Internacional de Enfermedades (CIE-11) creado por la Organización Mundial de la Salud (OMS) y el Manual Diagnóstico y Estadístico de los Trastornos Mentales (DSM-5) hechos por la Asociación Psiquiátrica Americana (APA). 
Ambas clasificaciones de los trastornos son distintas, pero han convergido deliberadamente sus códigos en las revisiones recientes, de modo que los manuales son a menudo comparables en términos generales. Sin embargo, siguen existiendo diferencias significativas. Otros sistemas de clasificación pueden utilizarse de forma más local, por ejemplo, la Clasificación China de Trastornos Mentales. Otros manuales tienen un uso limitado por los profesionales de enfoques teóricos alternativas, tales como el Manual de Diagnóstico Psicodinámico. Pero las clasificaciones ampliamente usadas a nivel mundial son DSM y CIE, las cuales emplean definiciones operacionales.
Hay un debate científico considerable acerca de la validez relativa de las tradicionales "categorías diagnósticas", herencia del modelo biomédico, frente a un sistema más de tipo dimensional propuesto durante las últimas décadas, por la cada vez mayor evidencia científica. Un ejemplo de ello es la reciente aparición del trastorno del espectro del autismo (TEA), el cual sustituye a los distintos diagnósticos anteriores (autismo, síndrome de Asperger, síndrome de Rett, etc.). Existe, asimismo, una importante controversia sobre el papel de la ciencia y los valores en los sistemas de clasificación y los usos profesionales, legales y sociales que tienen.

## Definiciones
En la literatura científica y académica respecto a la definición o clasificación de los trastornos mentales, un extremo sostiene que es enteramente una cuestión de juicios de valor (incluyendo lo que es normal), mientras que otro propone que es o podría ser del todo objetiva y científica (incluyendo por referencia a las normas estadísticas); otros puntos de vista sostienen que el concepto se refiere a un "prototipo difuso" que no puede ser definida con precisión, o que la definición siempre involucrará una mezcla de hechos científicos (por ejemplo, que una función normal o evolutiva no funciona correctamente) y juicios de valor (por ejemplo, que es perjudicial o no deseado). Los conceptos laicos sobre trastornos mentales varían considerablemente entre los diferentes países y culturas, y pueden referirse a diferentes tipos de problemas tanto individuales y sociales. La OMS y las encuestas nacionales indican que no existe un único consenso sobre la definición de trastorno/enfermedad mental, y que la redacción utilizada depende del contexto social, cultural, económico y jurídico en diferentes contextos y diferentes sociedades.
La OMS informa que hay un intenso debate sobre qué condiciones deben incluirse en el concepto de trastorno mental; una definición amplia que puede cubrir la enfermedad mental, retraso mental, trastorno de la personalidad y la dependencia de sustancias, pero la inclusión varía según el país y es un tema complejo y debatido. Uno de los criterios utilizados es que la condición psicológica (el patrón de pensamiento, emoción y/o comportamiento presentado) no sea coherente con la cultura o la religión de la persona. Pero la definición más aceptada académica y clínicamente es la del patrón psicológico que produce un malestar o interferencia significativa en una o varias áreas de la vida de la persona. Sin embargo, a pesar del término "mental", no existe una distinción clara o empíricamente identificable entre lo que es mental y lo que es físico.
Actualmente no es posible establecer el límite entre lo principalmente psicológico y lo principalmente orgánico, pues ambas dimensiones se encuentran entrelazadas, como las dos caras de una misma moneda. Por lo general, se acepta académicamente que el trastorno mental es aquel patrón psicológico disfuncional, asociado a malestar emocional, cognitivo o conductual, cuya causa no puede ser objetivamente identificada. La utilización del término "enfermedad mental" para referirse a condiciones de causa no orgánica (o no identificable) sería únicamente de carácter metafórico. Por ejemplo, el Alzheimer sí puede ser denominado propiamente enfermedad, ya que se han identificado sus alteraciones orgánicas específicas: las placas seniles / agregados de amiloide. No es el caso de los trastornos mentales (como, por ejemplo, la esquizofrenia), los cuales no podrían rigurosa y científicamente ser catalogados como enfermedades.
La mayoría de los documentos clínicos internacionales evitan el término "enfermedad mental", prefirieren el término "trastorno mental". Sin embargo, algunos utilizan la "enfermedad mental" como el principal término general para abarcar los trastornos mentales. Algunas organizaciones de los movimientos del consumidor/sobreviviente se oponen a la utilización del término "enfermedad mental" con el argumento de que es compatible con el predominio de un modelo médico. El término "trastorno mental grave" (SMI) se utiliza a veces para referirse a la más grave o de larga duración trastornos, mientras que "los problemas de salud mental" se pueden utilizar como un término más amplio, o que se refieren solo a cuestiones transitorias o leves. La confusión rodea a menudo las maneras y contextos en los que se utilizan estos términos. Los trastornos mentales se clasifican generalmente por separado a trastornos neurológicos, problemas de aprendizaje o retraso mental.

## CIE-10
La Clasificación Internacional de Enfermedades (CIE) es una clasificación diagnóstica estándar internacional para una amplia variedad de condiciones de salud. Los CIE-10 señala que los trastornos mentales "no es un término exacto", aunque generalmente se utiliza "... para dar a entender la existencia de un conjunto clínicamente reconocible de síntomas o comportamientos asociados en la mayoría de los casos con angustia y con interferencia con las funciones personales. " (OMS, 1992). El capítulo V se centra en "trastornos mentales y del comportamiento" y consiste en 10 grupos principales:
- F0: Orgánicos, incluidos los trastornos sintomáticos, mentales.
- F1: Trastornos mentales y de comportamiento causados por el uso de sustancias psicoactivas.
- F2: Trastornos de esquizofrenia, esquizotípico y delirios.
- F3: Trastornos del humor (afectivos).
- F4: Trastornos neuróticos, somatomorfos y relacionados con el estrés.
- F5: Síndromes del comportamiento asociados con alteraciones fisiológicas y factores físicos.
- F6: Trastornos de personalidad y de comportamiento en personas adultas.
- F7: Discapacidad intelectual.
- F8: Trastorno del desarrollo psicológico.
- F9: Trastornos conductuales y emocionales con inicio en la infancia y adolescencia.
- Además, un grupo de "trastornos mentales no especificados".

Dentro de cada grupo hay subcategorías más específicas. CIE incluye trastornos de la personalidad en el mismo dominio que otros trastornos mentales, a diferencia del DSM. La OMS está revisando sus clasificaciones en esta sección como parte del desarrollo del CIE-11 (la revisión finaliza el año 2018) y un "Grupo Consultivo Internacional" se ha sido establecido para guiar el proceso.

## DSM 5
| Grupo otorgado por la DSM | Ejemplos                                                         |
| --- | ---------------------------------------------------------------- |
| Los trastornos generalmente se diagnostican en la infancia, niñez o adolescencia. Trastornos como el TDAH y epilepsia también se han referido como trastorno del desarrollo y discapacidades del desarrollo. | Retraso mental, TDAH                                             |
| Delirio, demencia, amnesia y otros trastornos cognitivos | Alzheimer                                                        |
| Los trastornos mentales debidos a una enfermedad médica | Relacionadas con el SIDA, psicosis, delirium                     |
| Trastornos relacionados con sustancias | Abuso de alcohol                                                 |
| Esquizofrenia y otros trastornos psicóticos | Trastorno delirante                                              |
| Trastornos del estado de ánimo | Trastorno Depresivo Mayor, Trastorno bipolar                     |
| Trastornos de ansiedad | Trastorno de ansiedad generalizada, trastorno de ansiedad social |
| Trastorno somatomorfo | Trastorno de somatización                                        |
| Trastorno facticio | Síndrome de Munchausen                                           |
| Trastornos disociativos | Trastorno de identidad disociativo                               |
| Trastornos alimentarios | Anorexia nerviosa, bulimia nerviosa                              |
| Trastorno del sueño | Insomnio                                                         |
| Trastornos del control de impulsos no clasificados por otra institución | Cleptomanía                                                      |
| Trastorno de adaptación | Trastorno de adaptación                                          |
| Trastorno de personalidad | Trastorno de personalidad narcisista                             |
| Trastorno de la identidad sexual en niños |                                                                  |
| Otros procesos que pueden ser objeto de atención clínica | Discinesia tardía, abuso sexual infantil                         |

## Otros esquemas
- La Sociedad China de la Clasificación Psiquiatra China de Trastornos Mentales. (actualmente ccmd-3)
- La Guía Latinoamericana para el Diagnóstico Psiquiátrico (GLDP).[16]
- El Criterio de Sectores de Investigación, un marco que está siendo desarrollando por el Instituto Nacional de Salud Mental.

## Clasificación de trastornos mentales CIE-10 (OMS)
kkñl

## Trastornos mentales orgánicos. Demencia
Demencia. La demencia es un síndrome debido a una enfermedad del cerebro, generalmente de naturaleza crónica o progresiva...

## F00 - Demencia en la enfermedad de Alzheimer
La enfermedad de Alzheimer es una enfermedad degenerativa cerebral primaria, de etiología desconocida que presenta rasgos neuropatológicos y neuroquímicos característicos.

## F01 Demencia vascular
La demencia vascular (antes llamada demencia arteriosclerótica) incluye a la demencia multi-infarto, y se distingue de la demencia en la enfermedad de Alzheimer por el modo de comienzo, las características clínicas y la evolución.

## F02 Demencia en enfermedades clasificadas en otro lugar
F02.0 Demencia en la enfermedad de Pick.
F02.1 Demencia en la enfermedad de Creutzfeldt-Jakob.
F02.2 Demencia en la enfermedad de Huntington.
F02.3 Demencia en la enfermedad de Parkinson.
F02.4 Demencia en la infección por VIH.
F02.8 Demencia en enfermedades específicas clasificadas en otro lugar.

## F04 Síndrome amnésico orgánico
Se recurre a esta categoría cuando se satisfacen las pautas generales para el diagnóstico de demencia pero no es posible identificar ninguno de los tipos específicos.

## F05 Delirium no inducido por alcohol u otras sustancias psicotropas
Síndrome cerebral orgánico que carece de una etiología específica, caracterizado por la presencia simultánea de trastornos de la conciencia y atención, de la percepción, del pensamiento, de la memoria, de la psicomotilidad, de las emociones y del ciclo sueño-vigilia.

## F06 Otros trastornos mentales debidos a lesión o disfunción cerebral o a enfermedad somática
F06.0 Alucinosis orgánica.
F06.1 Trastorno catatónico orgánico.
F06.2 Trastorno de ideas delirantes (esquizofreniforme) orgánico.
F06.3 Trastornos del humor (afectivos) orgánicos.
F06.4 Trastorno de ansiedad orgánico.
F06.5 Trastorno disociativo orgánico.
F06.6 Trastorno de labilidad emocional (asténico) orgánico.
F06.7 Trastorno cognoscitivo leve.
F06.8 Otro trastorno mental especificado debido a lesión o disfunción cerebral o a enfermedad somática.
F06.9 Otro trastorno mental debido a lesión o disfunción cerebral o a enfermedad somática sin especificación.

## F07 Trastornos de la personalidad y del comportamiento debidos a enfermedades, lesiones o disfunciones cerebrales
Alteración de la personalidad y del comportamiento puede ser debida a una enfermedad, una lesión o una disfunción cerebral puede ser de carácter residual concomitante con una enfermedad daño o disfunción cerebral.

## F10-19 Trastornos mentales y del comportamiento debidos al consumo de sustancias psicotropas
F10 Trastornos mentales y del comportamiento debidos al consumo de alcohol.
F11 Trastornos mentales y del comportamiento debidos al consumo de opioides.
F12 Trastornos mentales y del comportamiento debidos al consumo de cannabinoides.
F13 Trastornos mentales y del comportamiento debidos al consumo de sedantes o hipnóticos.
F14 Trastornos mentales y del comportamiento debidos al consumo de cocaína.
F15 Trastornos mentales y del comportamiento debidos al consumo de otros estimulantes (incluyendo la cafeína).
F16 Trastornos mentales y del comportamiento debidos al consumo de alucinógenos.
F17 Trastornos mentales y del comportamiento debidos al consumo de tabaco.
F18 Trastornos mentales y del comportamiento debidos al consumo de disolventes volátiles.

## F19 Trastornos mentales y del comportamiento debidos al consumo de múltiples drogas
F19.0 Intoxicación aguda.
F19.1 Consumo perjudicial.
F19.2 Síndrome de dependencia. F19.2 3 días después de la 3 de 3
F19.3 Síndrome de abstinencia.
F19.4 Síndrome de abstinencia con delirium.
F19.5 Trastorno psicótico.
F19.6 Síndrome amnésico inducido por alcohol o drogas.
F19.7 Trastorno psicótico residual y trastorno psicótico de comienzo tardío inducido por alcohol u otras sustancias psicotropas.
F19.8 Otros trastornos mentales o del comportamiento inducido por alcohol u otras sustancias psicotropas.
F19.9 Trastorno mental o del comportamiento inducido por alcohol u otras sustancias psicotropas sin especificación.

## F20-29 Esquizofrenia, trastorno esquizotípico y trastornos de ideas delirantes
Este trastorno se caracteriza por distorsiones fundamentales y típicas de la percepción, del pensamiento y de las emociones, estas últimas en forma de embotamiento o falta de adecuación de las mismas.

## F21 Trastorno esquizotípico
Trastorno caracterizado por un comportamiento excéntrico y por anomalías del pensamiento y de la afectividad que se asemejan a las de la esquizofrenia...

## F22 Trastornos de ideas delirantes persistentes
Variedad de trastornos en los cuales la característica clínica única o más destacada la constituyen las ideas delirantes consolidadas durante bastante tiempo, que no pueden ser clasificadas como orgánicas, esquizofrénicas o afectivas.

## F23 Trastornos psicóticos agudos y transitorios
F23.0 Trastorno psicótico agudo polimorfo sin síntomas de esquizofrenia.
F23.1 Trastorno psicótico agudo polimorfo con síntomas de esquizofrenia.
F23.2 Trastorno psicótico agudo de tipo esquizofrénico.
F23.3 Otro trastorno psicótico agudo con predominio de ideas delirantes.
F23.8 Otros trastornos psicóticos agudos transitorios.

## F23.9 Trastorno psicótico agudo transitorio sin especificación.Diagnóstico en la infancia
La psiquiatría de niños y adolescentes a veces usa manuales específicos aparte del DSM y CIE. La Clasificación de Diagnóstico de Salud Mental y trastornos del desarrollo de la infancia y la infancia temprana (DC: 0-3) se publicó por primera vez en 1994 por Zero to Three para clasificar la salud mental y los trastornos del desarrollo en los primeros cuatro años de vida. Se ha publicado en 9 idiomas. Los diagnósticos de investigación en la edad preescolar (RDC-PA) entre 2000 y 2002 por un grupo de trabajo de investigadores independientes con el objetivo de desarrollar criterios diagnósticos claramente especificados para facilitar la investigación en psicopatología en este grupo de edad. La clasificación francesa de los Trastornos Mentales de Adolescentes y Niños (CFTMEA), operando desde 1983, es la clasificación de referencia para los psiquiatras infantiles franceses.

## Empleo
Los sistemas de clasificación de CIE y DSM han tenido una amplia aceptación en el área de la psiquiatría. Una encuesta a 205 psiquiatras, procedentes de 66 diferentes países de todos los continentes, encontró que la CIE-10 era más frecuentemente utilizada y más valorada en la práctica clínica y la formación, mientras que el DSM-IV se utiliza con mayor frecuencia en la práctica clínica en los Estados Unidos y Canadá y era más valiosa para la investigación, con accesibilidad a alguna limitada, y su uso por otros profesionales de la salud mental, los responsables políticos, los pacientes y las familias menos claras. Una versión del cuidado básico (por ejemplo, general o médico de familia) sobre la sección de trastornos mentales de CIE-10 (ICD-10-APS), que también se ha utilizado ampliamente a nivel internacional. Una encuesta de artículos de revistas indexadas en diversas bases de datos biomédicas entre 1980 y 2005 indicó que 15,743 se apoyaban en DSM y 3.106 en CIE.
En Japón, la mayoría de los hospitales universitarios usan el ICD o DSM. ICD parece ser el más utilizadas para la investigación o fines académicos, mientras que ambos fueron utilizados igualmente para fines clínicos. Otros esquemas psiquiátricos tradicionales también se pueden utilizar.

## Tipos de sistemas de clasificación

### Esquemas categóricos
Los sistemas de clasificación de uso común, como el CIE y el DSM, se basan en categorías separadas de esquemas de trastornos (aunque varios trastornos pueden coocurrir en la misma persona). A estos sistemas se les denomina como "neo-Kraepelianos" (por el psiquiatra Kraepelin),  e intentan ser ateóricos con respecto a la etiología (causalidad) de los trastornos. Estos sistemas de clasificación han logrado una aceptación generalizada en psiquiatría y otros campos, y se ha encontrado que han mejorado la fiabilidad entre evaluadores, aunque el uso clínico rutinario es menos claro. Las cuestiones de validez y utilidad se han planteado en términos sociales, científicos, económicos y relacionados con factores políticos. Las críticas que han recibido incluyen la inclusión de ciertas categorías controvertidas, la influencia de la industria farmacéutica, o el efecto estigmatizador de ser categorizado o etiquetado.

### Esquemas no-categóricos
Algunos enfoques para la clasificación no utilizan categorías con puntos de corte específicos que separan a los enfermos de los sanos o lo anormal de la normal  (una práctica a veces se denomina "umbral de la psiquiatría" o "clasificación dicotómica" ) Por el contrario, la clasificación puede basarse en "espectros" más amplios subyacentes, donde cada espectro junta una serie de diagnósticos categóricos y patrones de síntomas sin umbral relacionados.
Algunos enfoques van más allá y proponen dimensiones que no se agrupan en categorías o espectros continuamente variables; cada persona tiene un perfil de puntuaciones a través de diferentes dimensiones. Este sería por ejemplo el caso de la clasificación RDoC, propuesta por el Instituto Nacional de Enfermedades Mentales de Estados Unidos.
Sin embargo, una crítica que se ha hecho a las clasificaciones completamente dimensionales es que pueden ser de valor práctico limitado en la práctica clínica, donde a menudo es necesario tomar decisiones de sí o no. Por ejemplo, será necesario saber si una persona requiere tratamiento. Además, el resto de ámbitos de la medicina están firmemente comprometidos con los diagnósticos por categorías, ya que se supone que reflejan entidades discretas de enfermedades. Mientras que el Manual de Diagnóstico Psicodinamico tiene un énfasis en la dimensionalidad y el contexto de los problemas mentales, se ha estructurado en gran parte como un complemento a las categorías del DSM. Sin embargo, los enfoques de los formulados clínicos no categóricos se emplean comúnmente en psicología clínica y en algunas áreas de la psiquiatría, donde podría encontrarse limitadas o no haber ninguna referencia a las categorías de diagnóstico. Uno de estos defensores de aproximación, tomando cada queja específica reportada por un individuo por sus propios méritos, tratadas como un fenómeno con sus propias causas.

### Descriptivo vs somático
Las clasificaciones descriptivas se basan casi exclusivamente en cualquiera de las descripciones del comportamiento según lo informado por varios observadores, como los padres, los maestros y el personal médico; o síntomas según lo informado por los propios individuos. Como tal, son bastante subjetivos, no susceptible de verificación por terceros, y no fácilmente transferibles a toda cronológica y/o barreras culturales.
La nosología somática, por el contrario, se basa casi exclusivamente en las anormalidades objetivas tanto histológicas y químicas que son característicos de diversas enfermedades y pueden ser identificados por los patólogos debidamente capacitados. Aunque no todos los patólogos estarán de acuerdo en todos los casos, el grado de uniformidad permitido es un órdenes de magnitud mayor que el permitido por la clasificación en constante cambio usada por el sistema DSM.

## Diferencias culturales
Los sistemas de clasificación pueden no ser aplicables a todas las culturas. El DSM se basa en estudios de investigación en su mayoría estadounidenses y se ha dicho para tener una perspectiva americana, lo que significa que los trastornos o conceptos de la enfermedad de otras culturas (lo que conlleva las explicaciones personalistas en lugar de naturalistas) diferentes puede ser despreciado o falsificado, mientras que los fenómenos culturales de Occidente pueden considerarse universales.
Los síndromes ligados a la cultura que se hipotetiza que son específicos de ciertas culturas (por lo general las culturas no occidentales o no convencionales); mientras que algunos se enumeran en un apéndice del DSM-IV no son detallados y allí permanecen preguntas abiertas acerca de la relación entre las categorías occidentales y no occidentales de diagnóstico y los factores socioculturales, que se abordan desde diferentes direcciones, por ejemplo, entre las culturas la psiquiatría o la antropología.

## Desarrollo histórico

### Edad Media hasta el Renacimiento
Una clasificación elaborada de los trastornos mentales se desarrolló en el siglo X por el psicólogo de Arabia Najab ud-din Unhammad. Su nosología incluye nueve categorías principales de los trastornos mentales, con 30 enfermedades mentales diferentes en total. Algunas de las categorías que se describen se parecían a los trastornos obsesivo-compulsivos, trastornos delirantes, enfermedades degenerativas, melancolía envolvente, y los estados de excitación anormal. Avicena (980-1037 dC) en el Canon de la medicina enumeró una serie de trastornos mentales, incluyendo "la homosexualidad masculina pasiva". Las leyes distinguían generalmente entre los "idiotas" y "locos". 
Thomas Sydenham (1624-1689), el "Hipócrates ingles", enfatizó cuidadosamente la observación clínica y el diagnóstico y desarrolló el concepto de un síndrome, un grupo de síntomas asociados que tienen una línea de acción común, lo que más tarde influyó en la clasificación psiquiátrica.

### sigloXVIII
La evolución en los conceptos científicos de la psicopatología (que se refiere a las enfermedades de la mente) se afianzó en los siglos 18 y 19 finales de los años siguientes el Renacimiento y la Ilustración. Comportamientos individuales que habían sido ampliamente reconocidos llegaron a agruparse en síndromes.
Boissier de Sauvages desarrolló una muy extensa clasificación psiquiátrica en la mitad del siglo XVIII, influenciado por la nosología médica de Thomas Sydenham y la taxonomía biológica de Carl Linnaeus. Fue solo una parte de su clasificación de 2400 las enfermedades médicas. Estos fueron divididos en 10 "clases", uno de los cuales constituían la mayor parte de las enfermedades mentales, dividido en cuatro "órdenes" y 23 "géneros". Un género, la melancolía, se subdividió en 14 "especies".
William Cullen avanzó una influyente nosología médica que incluyó cuatro clases de neurosis: coma, adynamias, espasmos y vesanias. Los vesanias incluyen amentia, la melancolía, manía y oneirodinia.
Hacia finales del siglo XVIII e inicios del 19, Pinel, influenciado por el esquema de Cullen, desarrolló su propia nosología, empleando la terminología de géneros y especies. Su revisión simplificada redujo todas las enfermedades mentales a cuatro tipos básicos. Argumentó que los trastornos mentales no son entidades separadas, pero se derivan de una sola enfermedad que él llama "la alienación mental».
Se intentó fusionar el antiguo concepto de delirio con el de locura, este último a veces descrito como el delirio sin fiebre. Por otro lado, Pinel había comenzado una tendencia para el diagnóstico las variaciones de la locura 'sin delirio' (alucinaciones o delirios significado). Un concepto de locura parcial. También se intentó distinguir esto de la locura total en criterios tales como la intensidad, el contenido o la generalización de los delirios.

### Siglo 19
El sucesor de Pinel, Esquirol, extendió las categorías de Pinel a cinco. Ambos hicieron una clara distinción entre la demencia (incluyendo la manía y la demencia) y el retraso mental (incluyendo la idiotez e imbecilidad). Esquirol desarrolló un concepto de monomanía- una fijación delirante periódica o disposición indeseable en un tema, que se convirtió en un diagnóstico amplio y común y una parte de la cultura popular durante gran parte del siglo 19.
El diagnóstico de "demencia moral" acuñado por James Prichard también se hizo popular; los que tienen la condición no parecían delirantse o discapacitados intelectualmente, pero parecían tener emociones o conductas desordenadas.
El enfoque taxonómico botánico fue abandonado en el siglo 19, a favor de un enfoque anatómico-clínico que se hizo cada vez más descriptivo. Existió un enfoque en la identificación de la facultad psicológica particular que participa en determinadas formas de demencia, incluso a través de la frenología, aunque algunos argumentaron por una causa "unitaria"más central.
La nosología psiquiátrica francesa y alemana estaba creciendo. El término "psiquiatría" ( "Psychiatrie") fue acuñado por el médico alemán Johann Christian Reil en 1808, del griego "ψυχή" (psychē: "alma o de la mente") y "ιατρός" (iatros: "curador o médico"). El término "alienación" tomó un significado psiquiátrico en Francia, más tarde adoptad en la medicina inglesa. Los términos de psicosis y neurosis entraron en uso, el primer acercamiento psicológico y el último neurológico.
En la segunda mitad del siglo, Karl Kahlbaum y Ewald Hecker desarrollaron un categorización descriptiva de los síndromes, empleando términos como distimia, ciclotimia, catatonia, paranoia y hebefrenia. Wilhelm Griesinger (1817-1869) progresó un esquema unitario basado en un concepto de la patología cerebral. Los psiquiatras franceses, Jules Baillarger describió "folie à double forme" y Jean-Pierre Falret mencionó "la folie circulaire" - manía y depresión alternante. El concepto de locura adolescente o la locura desarrollada fue desarrollado por el psiquiatra escocés Thomas Coulston en 1873, que describió una condición psicótica que generalmente afecta a mayores de 18-24 años, en particular los varones, y en el 30% de los casos avanzó a "una demencia secundaria". El concepto de histeria (matriz errante) ya había sido utilizado, probablemente desde el antiguo Egipto, y más tarde fue adoptado por Freud. Descripciones de un síndrome específico conocido ahora como el trastorno de somatización fueron desarrolladas por primera vez por el médico francés, Paul Briquet en 1859. 
Un médico estadounidense, Beard, describió la "neurastenia" en 1869. El neurólogo alemán Westphal, acuñó el término "neurosis obsesiva" ahora llamado trastorno obsesivo-compulsivo, y la agorafobia. Los alienistas crearon una nueva serie de diagnósticos que destacó el comportamiento individual, impulsivo, tales como la cleptomanía, dipsomania, piromanía, y la ninfomanía. El diagnóstico de drapetomanía también se desarrolló en el sur de los Estados Unidos para explicar la irracionalidad percibida de los esclavos negros que tratan de escapar de lo que se pensaba que era un papel adecuado. 
El estudio de la homosexualidad comenzó en el siglo 19, visto informalmente como un trastorno o como algo natural. Kraepelin lo consideró un trastorno en su Compendio de Psiquiatría que fue publicado en ediciones sucesivas desde 1883.
A finales del Siglo 19, Koch se refirió a la "inferioridad psicopática" como un nuevo término para la locura moral. En el siglo XX el término llegó a ser conocido como "psicopatía" o "sociopatía", relacionados específicamente con la conducta antisocial. Por estudios relacionados surgió la categoría del DSM-III del trastorno de personalidad antisocial.

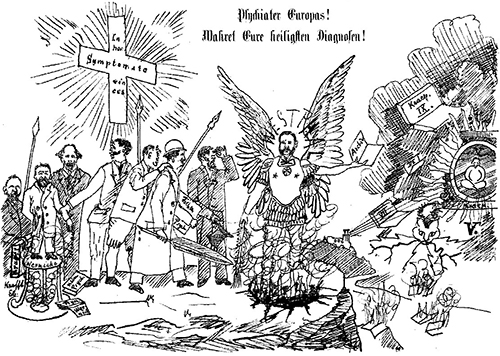
"Psychiatrists of Europe! Protect your sanctified diagnoses!" Cartoon by Emil Kraepelin, 1896.

### sigloXX
Debido a la influencia del enfoque de Kahlbaum y otros, el desarrollo de sus conceptos en las publicaciones que abarcan el cambio de siglo, el psiquiatra alemán Emil Kraepelin desarrolló un nuevo sistema. Agrupó diagnósticos existentes que parecía que todos se deterioraban con el tiempo, tales como el síndrome hebefrenia y demencia paranoide -bajo otro término usado "demencia precoz" (que significa "la senilidad precoz", más tarde llamado esquizofrenia). Otros de diagnósticos que parecían tener un curso periódico y un mejor resultado se agruparon en la categoría de la locura maníaco-depresiva (trastorno del estado de ánimo). También propuso una tercera categoría de psicosis, llamada paranoia, que implica delirios, pero no los déficits más generales y de curso pobre ya que se atribuían a la demencia precoz. Propuso 15 categorías, incluyendo también la neurosis psicógena, personalidad psicópata, y los síndromes del desarrollo deficiente mental (retraso mental). Con el tiempo se incluyó la homosexualidad en la categoría de "condiciones mentales de origen constitucional".[cita requerida]
Las neurosis posteriormente fueron divididas en trastornos de ansiedad y otros trastornos.
Freud escribió extensamente sobre la histeria y también acuñó el término "neurosis de angustia", que apareció en el DSM-I y DSM-II. La lista de verificación de criterios resultó en estudios usados para definir el trastorno de pánico para DSM-III. Esquemas de principios del siglo XX en Europa y los Estados Unidos reflejaban un modelo de enfermedad cerebral (o degeneración) que había surgido durante el siglo 19, así como algunas ideas de la teoría de la evolución de Darwin y/o las teorías psicoanalíticas de Freud. 
La teoría psicoanalítica no se quedó atrás en la clasificación de los diferentes trastornos, pero también continuó el análisis de conflictos inconscientes y sus manifestaciones dentro de la vida de un individuo. Trataba con neurosis, psicosis y perversión. El concepto de trastorno de personalidad al límite y otros diagnósticos de trastornos de personalidad se formalizan después de tales teorías psicoanalíticas, aunque tales líneas de desarrollo de la psicología basadas en el ego divergían sustancialmente de los caminos tomados en otros lugares dentro del psicoanálisis.
El filósofo y psiquiatra Karl Jaspers usó influencialmente el "método biográfico" y sugirió formas de diagnosticar con base en la forma y no de contenido de las creencias o percepciones. En lo que se refiere a la clasificación en general que proféticamente fue comentado que: "Cuando diseñamos un esquema de diagnóstico, sólo podemos hacerlo si renunciamos a algo desde el principio... y en la cara de los hechos tenemos que trazar la línea donde no lo hay... por tanto, una clasificación sólo tiene un valor provisional. Es mentira que dará de baja su función si prueba ser el más apto para el tiempo ". Adolph Meyer avanzó un esquema mixto biosocial que hizo hincapié en las reacciones y adaptaciones de todo el organismo a las experiencias de vida. En 1945, William C. Menninger desarrolló un esquema de clasificación para el ejército de los Estados Unidos, denominado Medicina 203, donde sintetizó las ideas de la época en cinco grupos principales. Este sistema fue adoptado por la Administración de Veteranos en los Estados Unidos e influida fuertemente el DSM.
El término estrés, habiendo surgido del trabajo endocrinólogo en la década de 1930, fue popularizado con un cada vez más amplio sentido biopsicosocial, y fue cada vez más vinculado a los trastornos mentales. El diagnóstico de trastorno de estrés postraumático fue creado más tarde. Los trastornos mentales se incluyeron por primera vez en la sexta revisión de la Clasificación Internacional de Enfermedades (CIE-6) en 1949. Tres años más tarde, en 1952, la Asociación Americana de Psiquiatría creó su propio sistema de clasificación, el DSM-I.
El grupo Criterios Feighner describió catorce principales trastornos psiquiátricos para los que los estudios de investigación cuidadosos estaban disponibles, incluyendo la homosexualidad. Estos fueron desarrollados como los criterios de diagnósticos de investigación, adoptado y desarrollado aún más por el DSM-III. El DSM y CIE desarrollaron, parte en sincronía, en el contexto común de la investigación psiquiátrica y la teoría. Los debates continuaron y se desarrollaron sobre la definición de enfermedad mental, el modelo médico, categórica vs enfoques dimensionales, y de si y cómo se incluyen criterios de sufrimiento y pérdida de valor. Hubo un intento de construir nuevos esquemas, por ejemplo, desde una perspectiva de unión donde los patrones de síntomas son interpretados como evidencia de patrones específicos de unión alterada, junto con tipos específicos de trauma posterior.[cita requerida]

### sigloXXI
La CIE-11 y DSM-5 fueron desarrolladas a inicios del siglo 21. Cualquier avance radical nuevo en la clasificación, se cree que son más propensos a ser introducidos por la APA que por la OMS, sobre todo porque el primero solo tiene que convencer a su propio consejo de administración mientras que el segundo tiene que convencer a los representantes de más de 200 diferentes países en una conferencia formal de revisión. Además, mientras que el DSM es una publicación más vendida que obtiene grandes ganancias para la APA, la OMS incurre en gastos importantes en la determinación de consenso internacional para las revisiones de la CIE. Aunque hay un intento continuo para reducir las diferencias triviales o accidentales entre el DSM y la CIE, se piensa que la APA y la OMS son propensos a seguir produciendo nuevas versiones de sus manuales y, en algunos aspectos, para competir entre sí.

## Críticas
Existen algunas dudas científicas respecto a la validez de construcción y la fiabilidad de las categorías diagnósticas psiquiátricas y sus criterios. a pesar de que se han normalizado cada vez más para mejorar la concordancia entre los calificadores en la investigación controlada. En los Estados Unidos, se ha habido pedidos y refrendos hacia la audiencia del Congreso para explorar la naturaleza y el alcance del daño potencial causado por esta "empresa mínimamente investigada".
Otras críticas específicas de los esquemas actuales son: intentos de demostrar los límites naturales entre los síndromes relacionados, o entre un síndrome común y normalidad, han fracasado; los trastornos de la clasificación actual son fenómenos que pueden tener muchas causas diferentes que interactúan, sin embargo "el simple hecho de que un concepto de diagnóstico aparezca en la nomenclatura oficial, y con una definición operativa precisa tiende a animarnos a suponer que se trata de un entidad de cuasi-enfermedad, que puede ser usada para explicar los síntomas del paciente"; y que los manuales de diagnóstico han dado lugar a un descenso involuntario de una cuidadosa evaluación de las experiencias de cada persona individual y el contexto social.
Los esquemas psicodinámicos tradicionalmente han dado a aspecto fenomenológico siguientes más consideración, pero en términos psicoanalíticos que han criticado desde hace tiempo por numerosos motivos.
Algunos han argumentado que la dependencia de las exigencias definición operacional que los conceptos intuitivos, como la depresión, necesitan ser definido operacionalmente antes de que sean susceptibles de investigación científica. Sin embargo, John Stuart Mill señaló los peligros de creer todo a lo que se le pudiera dar nombre, era una cosa [cita requerida] y Stephen Jay Gould y otros han criticado psicólogos para hacer precisamente eso. Un crítico afirma que "En lugar de sustituir los términos" metafísico ", como " deseo " y " propósito ", lo utilizaron para legitimar dándoles las definiciones operacionales. Así, en la psicología, como en la economía, las ideas operacionalista bastante radicales iniciales, finalmente, llegaron a servir como poco más que un 'fetiche tranquilidad' (Koch 1992, 275) para la práctica metodológica corriente principal. " de acuerdo con Tadafumi Kato, desde la época de Kraepelin, los psiquiatras han estado tratando de diferenciar los trastornos mentales mediante entrevistas clínicas. Kato argumenta que ha habido pocos avances en el último siglo y que solo modestas mejoras son posibles de esta manera; él sugiere que solo los estudios neurobiológicos que utilizan la tecnología moderna podrían constituir la base para una nueva clasificación.
De acuerdo con Heinz Katsching, los comités de expertos han combinado criterios fenomenológicos en formas variables en categorías de trastornos mentales, definen y redefinen en repetidas ocasiones durante el último medio siglo. Las categorías de diagnóstico se denominan "trastornos" y, sin embargo, a pesar de no ser validado por criterios biológicos como la mayoría de las enfermedades médicas son, están enmarcados como enfermedades médicas identificadas por los diagnósticos médicos. Los describe como sistemas de clasificación de arriba hacia abajo similares a las clasificaciones botánicas de plantas en los siglos 17 y 18, cuando los expertos decidieron a priori qué aspectos visibles de las plantas eran pertinentes. Katsching señala que si bien los fenómenos psicopatológicos son sin duda observados y experimentados, la base conceptual de las categorías de diagnóstico psiquiátrico es cuestionada desde diferentes perspectivas ideológicas.
El psiquiatra Joel París argumenta que la psiquiatría es a veces susceptible a las modas de diagnóstico. Algunos se han basado en la teoría (exceso de diagnóstico de la esquizofrenia), algunas basadas en conceptos etiológicos (causalidad) (sobrediagnóstico del trastorno de estrés postraumático), y algunos basados en el desarrollo de tratamientos. París señala que a los psiquiatras les gusta diagnosticar enfermedades que pueden tratar, y da ejemplos de lo que ve como los patrones de prescripción paralela a las tendencias de diagnóstico, por ejemplo, un aumento en el diagnóstico bipolar vez de litio entró en uso, y escenarios similares con el uso de la terapia electroconvulsiva, neurolépticos, antidepresivos tricíclicos y los ISRS. Se observa que hubo un tiempo en que cada paciente parecía tener "esquizofrenia latente" y que todo en psiquiatría parecía ser "depresión enmascarada", y teme que los límites del concepto de espectro bipolar, incluyendo en su aplicación a los niños, se estén expandiendo igualmente. Allen Frances ha sugerido tendencias de moda de diagnóstico en relación con el trastorno de autismo y de atención con hiperactividad del déficit.
Desde la década de 1980, la psicóloga Paula Caplan ha tenido preocupaciones sobre el diagnóstico psiquiátrico, y las personas que son arbitrariamente "abofeteadas con una etiqueta psiquiátrica". Caplan dice que los diagnóstico psiquiátrico no están regulada, por lo que los médicos no están obligados a pasar mucho tiempo entendiendo las situaciones de los pacientes o de buscar la opinión de otro médico. Los criterios para la asignación de etiquetas psiquiátricas están contenidas en el Manual de Diagnóstico y Estadístico de los Trastornos Mentales, que pueden "dar lugar a un terapeuta para centrarse en las listas de comprobación de síntomas estrechas, con poca consideración por lo que está causando el sufrimiento del paciente". Así, de acuerdo con Caplan, obtener un diagnóstico psiquiátrico y la etiqueta a menudo dificulta la recuperación. El enfoque del DSM y CIE sigue siendo objeto de ataques tanto por el modelo de causalidad implícita , y debido a que algunos investigadores creen que es mejor apuntar a las diferencias subyacentes en el cerebro que puede preceder a los síntomas por muchos años.